# Serpentina
Las serpentinas constituyen un grupo de minerales que se caracterizan por no presentarse en forma de cristales, excepto en el caso de pseudomorfismo. Son productos de alteración de ciertos silicatos magnésicos, especialmente olivino, piroxenos y anfíboles. 
Existen tres formas polimorfas que cristalizan en el sistema monoclínico: la lizardita, la antigorita y el crisotilo. Las dos últimas poseen, además, polimorfos ortorrómbicos.
La antigorita y la lizardita son por lo general macizos de grano fino, mientras que el crisotilo es fibroso de aspecto asbestiforme.
Existen cinco tipos de serpentina, con los ejemplos más importantes en la tabla inferior:
1. Antigorita: de color verde oscuro, translúcida.
2. Crisotilo o asbesto: formado por fibras finas y paralelas, que se separan fácilmente. Se usa como aislante térmico.
3. Serpentina corriente: de color oscuro, a veces mineral multicolor.
4. Serpentina noble: el color varía entre verde y amarillo.
5. Serpentina masiva verde antiguo; verdosa jaspeada, utilizada para decoración.

| Nombre del mineral | Sistema cristalino | Fórmula química                     |
| ------------------ | ------------------ | ----------------------------------- |
| Amensita           | Triclínico         | Mg2Al(SiAl)O5(OH)4                  |
| Antigorita         | Monoclínico        | Mg3Si2O5(OH)4                       |
| Septechamosita     | Monoclínico        | (Fe2+,Fe3+,Al)3(Si,Al)2O5(OH)4      |
| Brindleyita        | Monoclínico        | (Ni,Al)3(Si,Al)2O5(OH)4             |
| Caryopilita        | Monoclínico        | (Mn2+)3Si2O5(OH)4                   |
| Crisotilo          | Monoclínico        | Mg3Si2O5(OH)4                       |
| Cronstedita        | Trigonal           | (Fe2+,Fe3+)3(Si,Fe3+)2O5(OH)4       |
| Dickita            | Monoclínico        | Al2Si2O5(OH)4                       |
| Fraipontita        | Monoclínico        | (Zn,Al)3(Si,Al)2O5(OH)4             |
| Greenalita         | Monoclínico        | (Fe2+,Fe3+)2-3Si2O5(OH)4            |
| Halloysita         | Monoclínico        | Al2Si2O5(OH)4                       |
| Caolinita          | Triclínico         | Al2Si2O5(OH)4                       |
| Kellyita           | Hexagonal          | (Mn2+,Mg,Al)3(Si,Al)2O5(OH)4        |
| Lizardita          | Triclínico         | Mg3Si2O5(OH)4                       |
| Manandonita        | Ortorrómbico       | Li2Al4(Si2AlB)O10(OH)8              |
| Nacrita            | Monoclínico        | Al2Si2O5(OH)4                       |
| Népouita           | Ortorrómbico       | Ni3Si2O5(OH)4                       |
| Odinita            | Monoclínico        | (Fe3+,Mg,Al,Fe2+)2,5(Si,Al)2O5(OH)4 |
| Pecoraita          | Monoclínico        | Ni3Si2O5(OH)4                       |

## Formación y yacimientos
La serpentina es un mineral común y corriente, generalmente presente como producto de alteración de ciertos silicatos magnésicos, especialmente olivino, piroxenos y anfíboles.
Aparece asociada frecuentemente con la magnesita, la cromita y magnetita. Se da tanto en las rocas ígneas como en las metamórficas; frecuentemente se presenta en partículas diseminadas; en algunos lugares lo hace con tal cantidad que llegan a formar prácticamente la masa entera de la roca.

## Usos
- Para obtención de hierro acerado a una temperatura de 1535 °C
- En la talla de esculturas y objetos
- Como sustrato para el cultivo de plantas hiperacumuladoras de níquel.